# 뿌쉬낀하우스

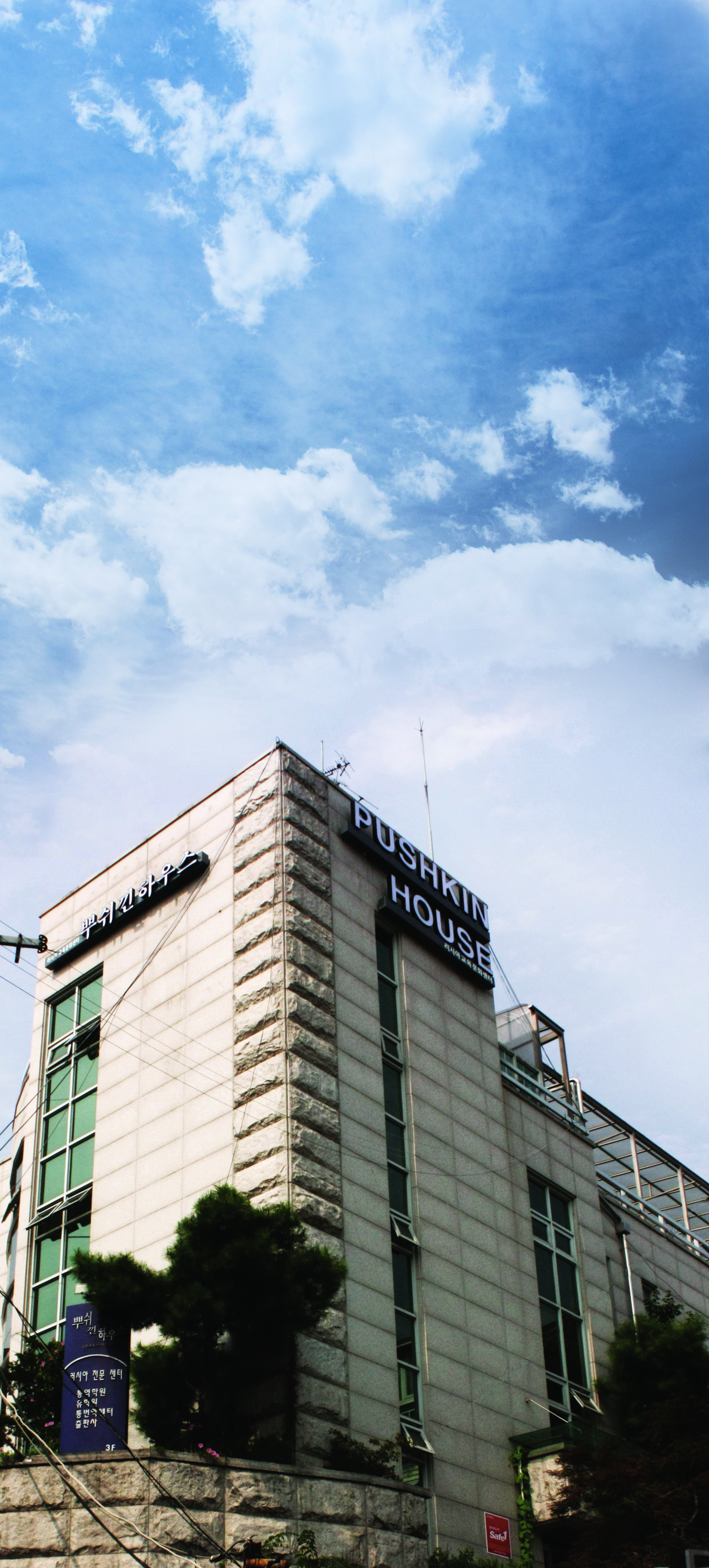
러시아 교육문화센터 뿌쉬낀하우스 전경

## 개요
뿌쉬낀하우스는 2002년 9월 러시아와 한국을 잇는 문화적 가교의 역할을 취지로, 러시아 전문 어학원, 유학원, 문화원으로 설립되었다. 러시아 전문 교육기관으로서 토르플을 기반으로 한 체계적인 교육 시스템과 전문 강사들의 차별화된 강의로 한국 내 러시아어 교육을 선도하고 있으며, 2005년 개원 3주년을 맞아 주최한 고려인 바르드 율리 김의 초청 공연 «율리 김, 자유를 노래하다»와 기념 시선집 발간을 기점으로 러시아 문화 사업도 활발히 행하고 있다. 이후 통번역센터와 출판사를 신설하였으며, 현재 러시아 교육문화센터로서 러시아 교육, 문화, 출판 부문에서 선도적인 역할을 하고 있다.

## 연혁

#### 2002년
- 러시아 전문 센터 ‘뿌쉬낀하우스’ 설립, 러시아어 교육 시작

#### 2003년 ~ 2004년
- 단기 러시아어 연수 캠프 진행(모스끄바, 뿌쉬낀 언어대학)

#### 2005년
- 러시아 음유시인 율리 김 콘서트 주최(세종문화회관, 건국대학교 새천년홀)
- 시선집 『율리 김, 자유를 노래하다』 발간
- 러시아어 교재 ‘러시아로 가는 길’ 시리즈, ‘러시아어 인텐시브 회화’ 시리즈 발간

#### 2006년 ~ 2007년
- 한국수출입은행, 한국관광공사, 한국외국어대학교, ㈜Lotte Rus 등 러시아어 출강 교육
- 러시아 유학 수속 서비스 시작

#### 2008년
- «루스까야 두샤 I 러시아 시와 음악의 밤(주한러시아대사관과 함께하는 자선콘서트) -알렉산드르 뿌쉬낀» 주최

#### 2009년
- 러시아 ‘루스끼 미르’ 재단 기증 도서 300여 종 수령, 뿌쉬낀하우스 도서관 개관

- «루스까야 두샤 II – 한국과 러시아, 그 소리의 만남» 주최 (주한러시아대사관, 국제교류재단 후원)

#### 2010년
- «한러수교 20주년 기념 – 볼쇼이의 전설, 테너 블라지슬라프 삐야프꼬 초청 갈라 콘서트 (루스까야 두샤 III)» 공동 주최 (주한러시아대사관, 국립중앙박물관, 군포시문화예술회관)
- «한러수교 20주년 기념 마뜨료쉬까 전시회» 공동 개최 (국립중앙박물관 극장 용, 한국 마뜨료쉬까 연구회)
- 러시아 ‘루스끼 미르’ 재단 기증 도서 200여 종 수령, 도서관 확장 기념식

#### 2011년
- 러시아어 및 문화 체험 단기 캠프 진행(러시아 관광기술대)
- «2011 뿌쉬낀 페스티벌 기념 연주회 - 삶이 그대를 속일지라도» 공동 개최 (주한러시아대사관)
- 상뜨뻬쩨르부르그 국립대학교 토르플센터 교수진 초청 «토르플 감독관 자격증 세미나» 개최

#### 2012년
- ‘뿌쉬낀 청소년 오케스트라단’ 결성
- «2012 뿌쉬낀페스티벌» 공동 개최 (주한러시아대사관, 러시아·CIS 대외협력청)
- <러시아어 백일장> 개최
- <루스까야 두샤 Ⅳ: 뿌쉬낀 청소년 오케스트라 1차 공연> 개최
- 빅또르 최 탄생 50주년 기념 콘서트 <태양이라는 이름의 별> 개최
- 도서 『태양이라는 이름의 별』(이대우) 발간

#### 2013년
- «2013 뿌쉬낀 페스티벌 - 청소년을 위한 러시아어의 날» 공동 개최 (주한러시아 대사관, 러시아·CIS 대외협력청)
- «한국과 우즈베끼스딴 청소년 오케스트라 합동 연주회» 공동 개최 (뿌쉬낀청소년교향악단, 우스뻰스끼 음악학교)
- 한국 최초 뿌쉬낀 동상 공동 건립 (러시아작가동맹, KRD)

#### 2014년
- 뿌쉬낀 페스티벌 - 청소년을 위한 러시아어의 날» 공동 개최
- «까레니나. 라이브 에디션» 한국 낭독 주관
- 뿌쉬낀하우스 김선명 원장, 뿌쉬낀 메달 수상

#### 2015년
- «2015 뿌쉬낀 페스티벌 - 청소년을 위한 러시아어의 날» 공동 개최
- «알렉산드르 뿌쉬낀 기념 시 낭송회» 개최
- 강원도 내 고교생 대상 '2015 러시아어 체험과정' 운영(강원외국어교육원)
- «전쟁과 평화» 한국 낭독 주관
- 한러수교 25주년 기념 «니끼따 미할꼬프 특별전» 및 송년회 개최

#### 2016년
- 『똘스또이 클래식』 제1권 <크로이처 소나타> 발간 및 북 콘서트 개최
- 2016 뿌쉬낀 페스티벌 – 청소년을 위한 러시아어의 날 공동 개최
- «알렉산드르 뿌쉬낀 기념 시 낭송회» 개최
- 모스끄바 국립대학교 러시아어 문화 센터와 교육 협약 체결
- 모스끄바 국립대학교 공동교육과정 개설

#### 2017년
- 한러청소년오케스트라 합동 연주회(뿌쉬낀청소년오케스트라(한국), 쁘로꼬피예프 음악학교(러시아, 뿌쉬끼노 소재) 개최
- 상뜨뻬쩨르부르그 국립대학 산하 토르플 센터와의 협약으로 뿌쉬낀하우스 토르플 센터 개소
- 서울사이버대, 차이꼽스끼 동상 건립 기념 연주회 개최
- 2017 뿌쉬낀 페스티벌 -청소년을 위한 러시아어의 날 공동 개최(주한러시아대사관, 러시아대외협력청)
- «알렉산드르 뿌쉬낀 기념, 윤동주 탄생 100주년 기념 시 낭송회» 개최
- 도서 「찬란한 세계」(김선명, 엄새봄 역) 발간 및 출판기념회 개최

## 수상

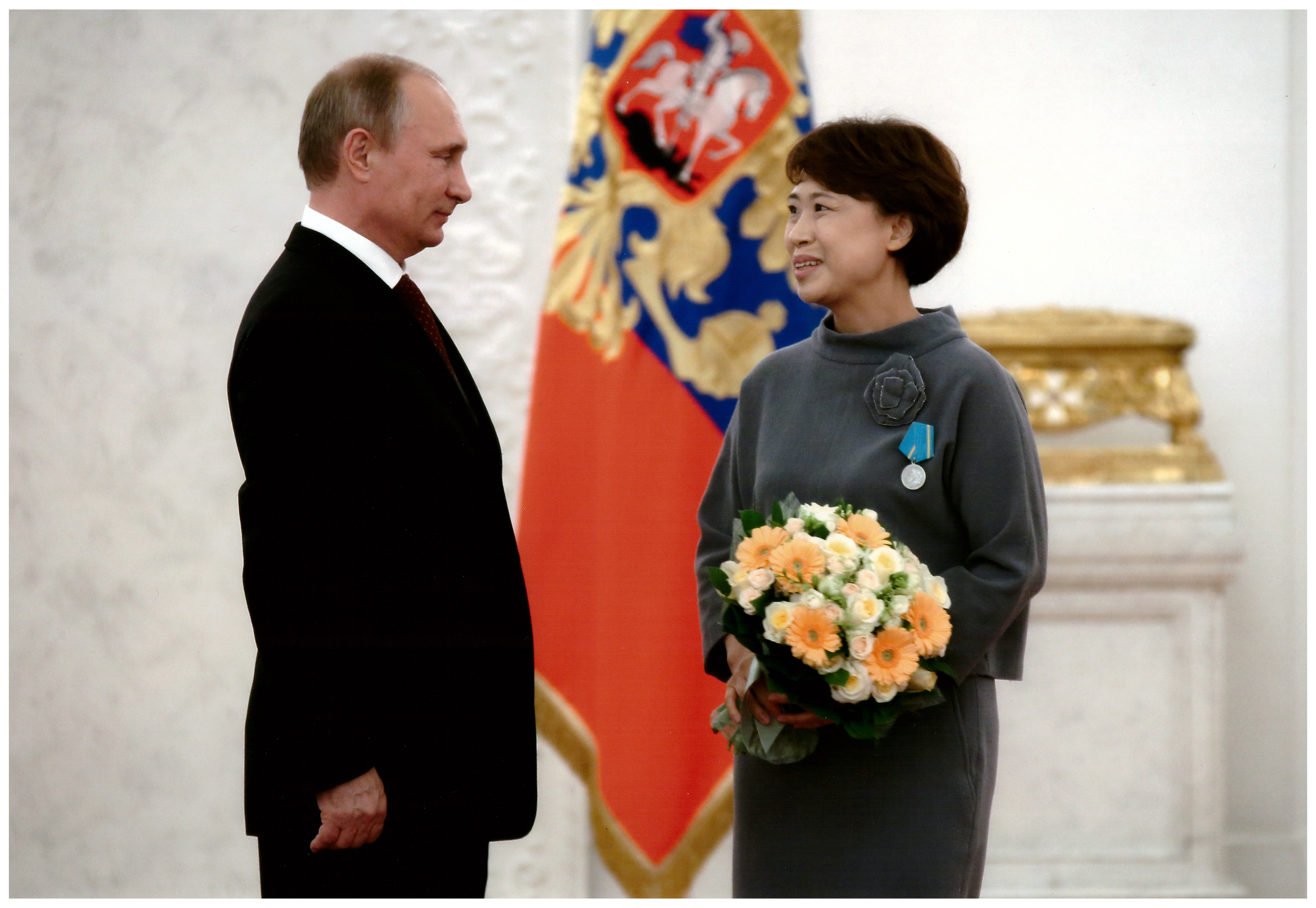
러시아 정부로부터 '뿌쉬낀 메달'을 수여받은 김선명 원장

뿌쉬낀하우스의 김선명 원장은 2014년 11월 4일 국민화합의 날을 맞아 모스끄바 끄레믈 대통령궁에서 열린 공식 행사에서 러시아 정부로부터 ‘뿌쉬낀 메달’을 수여받았다. 이날 행사에서 블라지미르 뿌찐 러시아 대통령은 김선명 원장에게 직접 메달을 수여하고 러시아 문화 보급에 대한 공로를 치하하였다. 뿌쉬낀 메달은 1999년 대통령령으로 제정되어, 문화와 예술, 교육, 인문 분야에서 러시아어와 문화의 보급 및 확산, 문화유산의 보존과 전승, 민족 문화의 상호 발전과 교류 증진에 기여한 인사에게 수여하는 상이다.